# Ghiacciaio Borns
Il ghiacciaio Borns è un ghiacciaio alpino lungo circa 7 km situato nella zona occidentale dei colli Kukri, nella regione centro-occidentale della Dipendenza di Ross, in Antartide. Il ghiacciaio, il cui punto più alto si trova a circa 1650 m s.l.m., si trova in particolare a est del ghiacciaio Plummet e fluisce verso nord, partendo dal versante settentrionale di una cresta montuosa compresa tra il picco Sentinel e il circo Eyeglass e scorrendo lungo il versante sud-orientale della valle di Taylor, senza però arrivare sul fondo della valle ma avvicinandosi al ghiacciaio Taylor lì situato.

## Storia
Il ghiacciaio Borns è stato scoperto e mappato dalla squadra occidentale della spedizione Terra Nova, condotta dal 1910 al 1913 e comandata dal capitano Robert Falcon Scott, ma è stato così battezzato solo in seguito dal Comitato consultivo dei nomi antartici in onore di Harold W. Borns, Jr., un geologo del Programma Antartico degli Stati Uniti d'America che ha condotto studi in quest'area nella stagione 1960-61.